# Rustem Umierov
 Rustem Enverovych Umierov (em ucraniano: Рустем Енверович Умєров , em tártaro da Crimeia: Rüstem Enver oğlu Ümerov ; 19 de abril de 1982) é um político ucraniano, empresário, investidor e atual Ministro da Defesa da Ucrânia.
Umierov é um chefe predecessor adjunto da delegação permanente à Assembleia Parlamentar do Conselho da Europa, um delegado do Qurultay do Povo Tártaro da Crimeia e um conselheiro do antigo presidente do Mejlis do Povo Tártaro da Crimeia, Mustafa Dzhemilev. Desde dezembro de 2020, Umerov também copresidiu a iniciativa diplomática da Plataforma da Crimeia.
Em setembro de 2023, em meio à invasão russa da Ucrânia, o presidente ucraniano Volodymyr Zelenskiy designou Rustem Umierov para substituir Oleksii Reznikov como ministro da defesa da Ucrânia.

## Infância e educação
Umierov nasceu em 1982 em Bulungʻur, Samarcanda, na República Socialista Soviética do Uzbequistão. Seu pai, Enver Umerov, era um tecnólogo de engenharia ; sua mãe, Meryem Umerova, era engenheira química.
Sua família, muçulmanos tártaros da Crimeia originários de Alushta, na península da Crimeia, uma região da RSSF russa na época, foi deportada em 18 de maio de 1944 para a RSS do Uzbequistão. Após 50 anos de exílio e do início do repatriamento dos tártaros da Crimeia no final da década de 1980 e início da década de 1990, a família Umerov retornou à Crimeia, que desde então se tornou parte da RSS da Ucrânia, em 1989.
Enquanto cursava o ensino médio, Umerov participou do programa Future Leaders Exchange, financiado pelo Departamento de Estado dos EUA. Como estudante de intercâmbio, ele morou com uma família anfitriã e frequentou uma escola americana por um ano acadêmico.
Umierov obteve o título de bacharel em economia e o título de mestre em finanças pela Academia Nacional de Administração.

## Carreira
Em 2013, com seu irmão, Umierov fundou a empresa ASTEM. A ASTEM gerencia investimentos nas áreas de telecomunicações, tecnologia da informação e infraestrutura, principalmente torres de comunicação e redes de fibra óptica.
A empresa financiou o programa de Líderes Emergentes Ucranianos da Universidade de Stanford. 
Desde 2019, Umierov é Deputado Popular da Ucrânia pelo partido político Holos.
Em 3 de setembro de 2023, Umierov foi nomeado pelo presidente ucraniano Volodymyr Zelenskyy para substituir Oleksii Reznikov como Ministro da Defesa da Ucrânia. Rustem Umierov foi confirmado como o novo Ministro da Defesa pela Verkhovna Rada em 6 de setembro. No dia anterior, a Verkhovna Rada aceitou formalmente a sua demissão como chefe do Fundo de Propriedade do Estado.

## Atividade política
Nas eleições parlamentares ucranianas de julho de 2019, Umerov foi eleito Deputado do Povo da Ucrânia pelo partido Holos. Ele foi coautor de quase 100 projetos de lei, redigiu uma declaração da Verkhovna Rada sobre a ilegitimidade da votação da Rússia sobre as emendas à anexação da Crimeia pela Federação Russa, e apresentou um projeto de lei sobre a abolição da zona econômica livre da Crimeia.
Umerov ajudou a liderar a construção de 1.000 apartamentos para os tártaros da Crimeia deslocados internamente e outros cidadãos ucranianos, com o apoio turco. No início de abril de 2021, Zelenskyy e o presidente turco Recep Tayyip Erdoğan concordaram em começar a construir os apartamentos.
Em maio de 2020, ele foi coautor de um projeto de lei sobre o pagamento de contas hospitalares a médicos devido à COVID-19, independentemente do tempo de serviço e com 100% do salário médio. Em setembro de 2020, Umierov e outros deputados iniciaram uma resolução sobre a redistribuição do dinheiro do Fundo de Combate à COVID-19 para garantir uma educação segura durante a quarentena.

Em abril de 2021, Umerov declarou que a Ucrânia não forneceria água através do Canal da Crimeia do Norte para a Crimeia enquanto a ocupação russa continuasse. Umerov afirmou que, como a Rússia violou o direito internacional, é responsável pelas necessidades humanitárias do povo da Crimeia.

### Atividade internacional

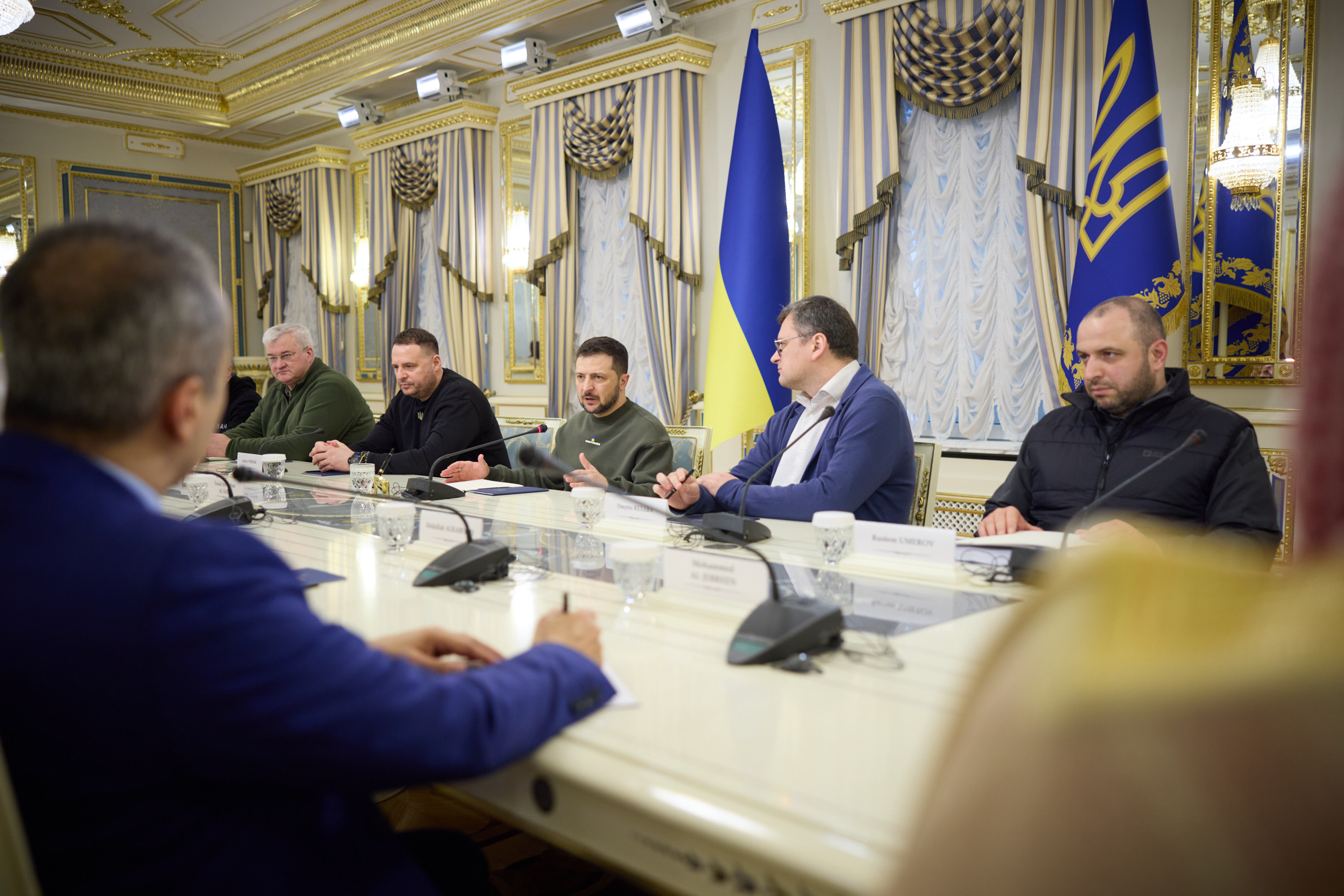
Rustem Umerov (à direita), o presidente ucraniano Volodymyr Zelenskyy e o ministro das Relações Exteriores Dmytro Kuleba com o ministro das Relações Exteriores da Arábia Saudita, Faisal bin Farhan Al Saud, em Kiev, em 26 de fevereiro de 2023

Umerov foi vice-chefe da delegação permanente à Assembleia Parlamentar do Conselho da Europa (PACE). Ele copresidiu os grupos para as relações interparlamentares com a Arábia Saudita e a Turquia. Em maio de 2020, ele apelou à ONU, ao Parlamento Europeu, à Assembleia Parlamentar do Conselho da Europa, à OSCE, à OTAN e à Organização de Cooperação Econômica do Mar Negro para homenagear as vítimas do genocídio tártaro da Crimeia e condenar as violações de seus direitos e liberdades pela Rússia.
Em janeiro de 2021, como parte de uma delegação à sessão de inverno da PACE, Umerov levantou a questão da violação dos direitos dos ucranianos e tártaros da Crimeia na Crimeia pelos ocupantes russos. Os ucranianos e os tártaros da Crimeia, devido à sua afiliação étnica e posição ucraniana, estão sujeitos a inspeções pela administração de ocupação, o que resulta em repressão e prisão ilegal. O perfil étnico resulta na falta de assistência médica aos reféns políticos russos.
Ele reuniu-se com parceiros internacionais para informá-los sobre as alegadas violações sistémicas dos direitos humanos, incluindo as cometidas contra os tártaros da Crimeia.
De acordo com uma fonte próxima às forças de segurança da Ucrânia, Umierov estabeleceu boas relações com o ministro das Relações Exteriores da Turquia, Hakan Fidan. Em maio de 2023, ele acompanhou o presidente ucraniano Volodymyr Zelensky durante sua visita à Arábia Saudita e contribuiu para a participação de Zelensky na cúpula da Liga Árabe de 2023 em Gidá. Ele é um dos apoiantes mais activos da negociação de paz do Presidente Zelensky nos fóruns internacionais e espera-se que promova a "fórmula de paz" ucraniana em países neutros do Sul Global, especialmente no mundo árabe, África e Ásia. Em agosto de 2023, ele participou de uma cúpula internacional na Arábia Saudita sobre a guerra na Ucrânia.

### Ministro da Defesa

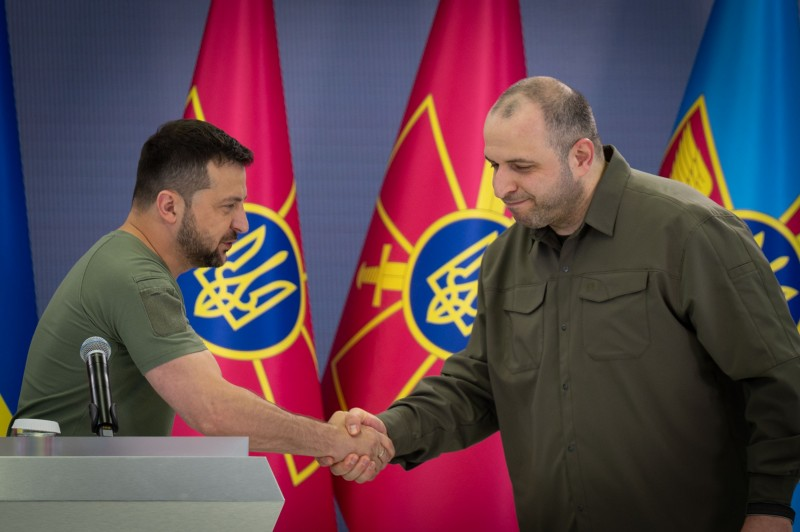
Umerov apresentado como ministro da defesa pelo presidente Zelenskyy em setembro de 2023

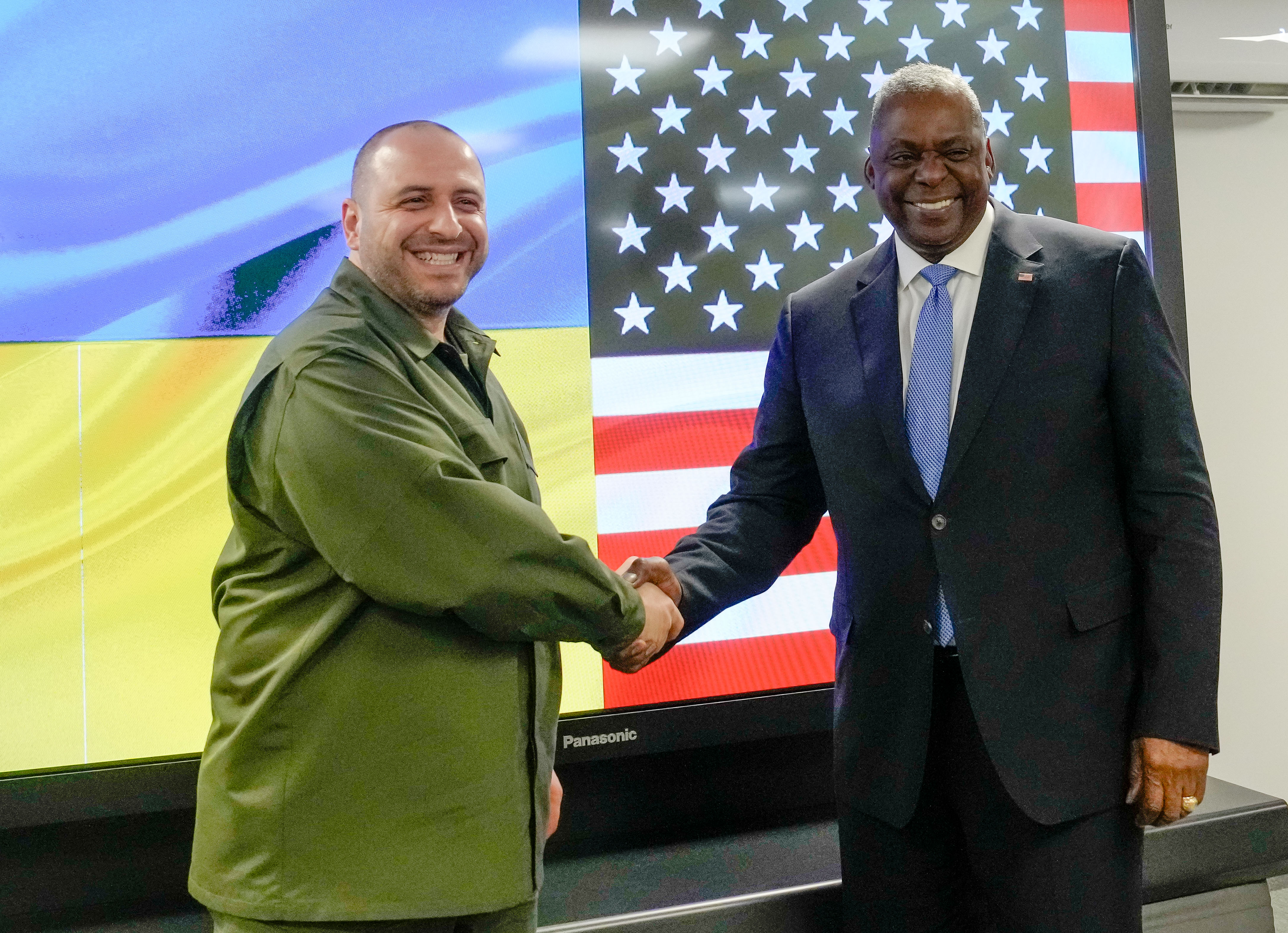
Umerov com o Secretário de Defesa dos Estados Unidos, Lloyd Austin, em 2023

Em 3 de setembro de 2023, o presidente ucraniano Volodymyr Zelenskyy anunciou que planejava substituir o atual ministro da defesa, Oleksii Reznikov, já que Reznikov renunciaria mais tarde naquele dia. Rustem Umierov seria confirmado como o novo ministro da defesa pelo Conselho Supremo Verkhovna Rada em 6 de setembro.
Em 28 de janeiro de 2025, o Departamento Nacional Anticorrupção da Ucrânia iniciou uma “investigação pré-julgamento” contra Umerov por ter demitido Marina Bezrukova do cargo de diretora da Agência de Compras de Defesa (DPA) e nomeado Arsen Zhumadilov para substituí-la, citando uma denúncia do Centro de Ação Anticorrupção e o fato de a nomeação ter sido feita apesar da decisão da DPA de prorrogar o mandato de Bezrukova.

## Prêmios e honrarias
- Ucrânia:
  -  Ordem do Mérito, 3° classe (23 de agosto de 2021)[32]